# ويليام ألين (سياسي كندي)
ويليام ألين هو سياسي كندي، ولد في 29 يونيو 1919 في كندا، وتوفي في 1 أكتوبر 1985 في تورونتو في كندا. انتخب Chairman of the Municipality of Metropolitan Toronto ‏.